# برمرفورده
شهر برمرفورده در ایالت نیدرزاکسن در کشور آلمان واقع شده است.